# Alfo Ferrari
Adolfo Ferrari, detto Alfo (Sospiro, 20 settembre 1924 – Sospiro, 30 novembre 1998), è stato un ciclista su strada italiano.
Fu campione del mondo tra i dilettanti nel 1947 davanti al compagno di squadra Silvio Pedroni.

## Palmarès
- 1946 (dilettanti)

Gran Premio Agostano
- 1947 (dilettanti)

Coppa Pastificio Barbieri
Milano-Bologna
Campionati italiani, Prova in linea Dilettanti
Campionati del mondo, Prova in linea Dilettanti
- 1948 (dilettanti)

Coppa Caldirola
Campionati italiani, Prova in linea Dilettanti
- 1950 (dilettanti)

Campionati italiani, Prova in linea Dilettanti
Gran Premio Pirelli

## Piazzamenti

### Grandi Giri
- Giro d'Italia

1952: ritirato
1953: ritirato

### Classiche monumento
- Milano-Sanremo

1952: 15º
- Giro di Lombardia

1950: 7º
1951: 39º
1953: 57º
1956: 53º

### Competizioni mondiali
- Campionati del mondo

Reims 1947 - In linea Dilettanti: vincitore
- Giochi olimpici

Londra 1948 - In linea: 9º